# Памятник Алексею Крылову
Па́мятник Алексе́ю Крыло́ву — памятник учёному-кораблестроителю Алексею Крылову. Монумент установлен перед зданием Северного речного вокзала. Открытие памятника состоялось 7 декабря 1960 года.
Скульптура представляет собой бронзовый бюст, установленный на высоком гранитном пьедестале, на котором высечена памятная надпись: «Герой Социалистического Труда выдающийся русский кораблестроитель академик Алексей Николаевич Крылов 1863—1945». Авторами проекта являлись скульптор Лев Кербель и архитектор Ю. И. Гольцев.
В 2004 году памятник был взят под охрану государства, а также ему присвоили статус объекта культурного наследия. В 2011-м правительство Москвы определило границы территории монумента.

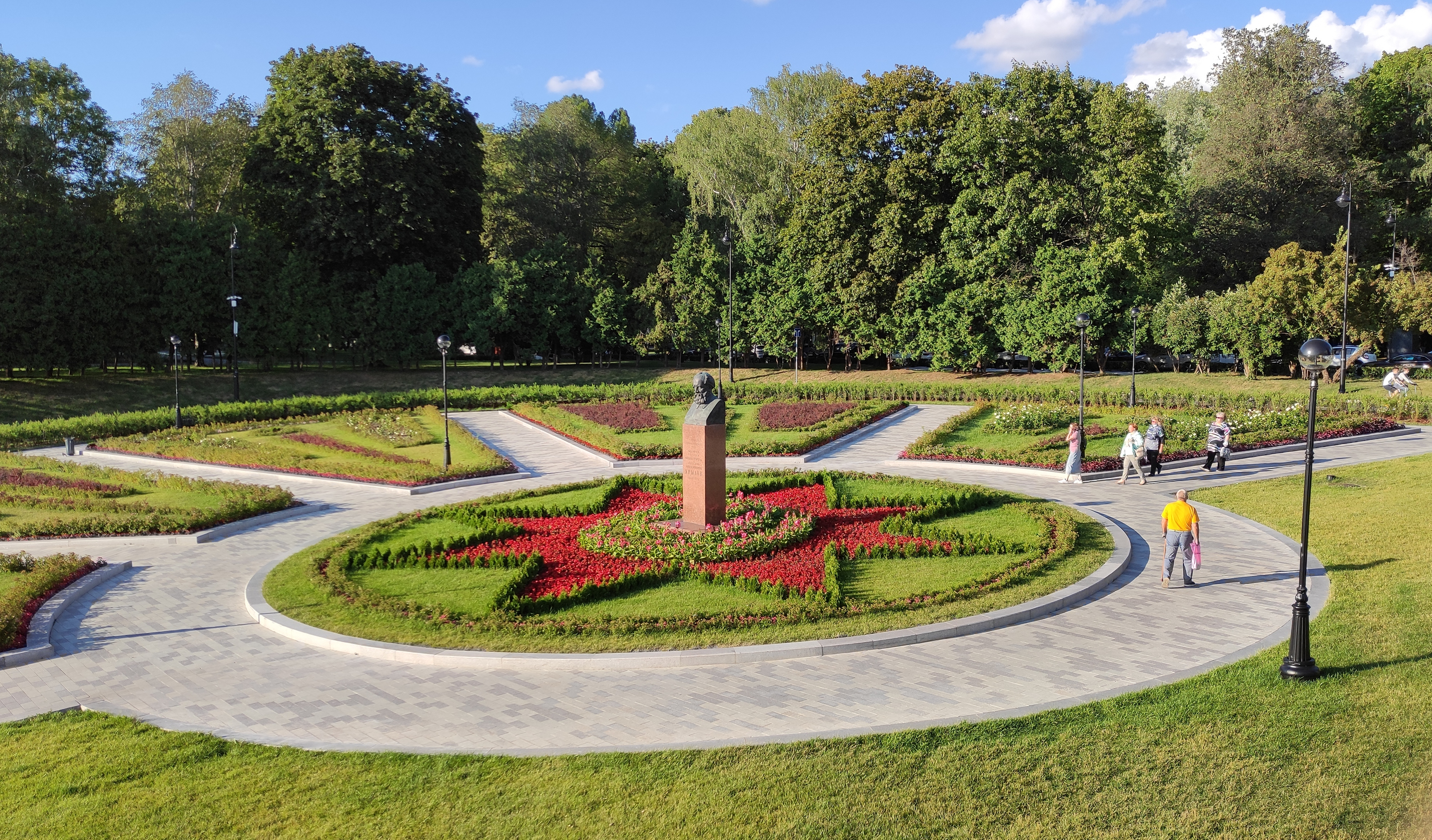
Композиция памятника А. Н. Крылову у Северного речного вокзала в Москве